# Bill Kelliher
Bill Kelliher (född William Breen Kelliher 23 mars 1971) är en amerikansk musiker och låtskrivare. Han är mest känd som gitarrist i progressiv metal/sludge metal-bandet Mastodon från Atlanta, Georgia.
År 2000 träffade Kelliher Brann Dailor och Troy Sanders tillsammans med Brent Hinds vid ett "High on Fire Show" och senare bildade de bandet "Mastodon" tillsammans med sångaren Eric Saner. Kelliher delar gitarr-uppgifterna i Mastodon med Brent Hinds, där Kelliher spelar komplexa rytmgitarr-riff. (2007 vann Kelliher och Hinds "Metal Hammer Golden Gods Award" i klassen "Best Shredders". Kelliher bidrar nu endast med bakgrundssång i Mastodon. Vid tidigare inspelningar bidrog han ofta med kraftiga så kallade death growls.

## Diskografi (urval)
Studioalbum med Lethargy
- It's Hard to Write with a Little Hand (1996)

Studioalbum med Today is the Day
- In the Eyes of God (1999)

Studioalbum med Mastodon
- Remission (2002)
- Leviathan (2004)
- Blood Mountain (2006)
- Crack the Skye (2009)
- The Hunter (2011)
- Once More 'Round the Sun (2014)
- Emperor of Sand (2017)

Studioalbum med Arcadea
- Arcadea (2017)